# Gare de Marly-le-Roi
Ne doit pas être confondu avec Gare de Mareil-Marly.
La gare de Marly-le-Roi est une gare ferroviaire française de la Ligne de Saint-Cloud à Saint-Nom-la-Bretèche - Forêt-de-Marly, située dans la commune de Marly-le-Roi (département des Yvelines).
Ouverte le 5 mai 1884 par la Compagnie des chemins de fer de l'Ouest, c'est aujourd'hui une gare de la Société nationale des chemins de fer français (SNCF)  desservie par les trains de la ligne L du Transilien (réseau Paris-Saint-Lazare). Elle se situe à une distance de 25,9 km de la gare de Paris-Saint-Lazare.

## Situation ferroviaire
La gare de Marly-le-Roi est située au nord du centre-ville au niveau du sol. Établie à 106 m d'altitude, elle se situe au point kilométrique (PK) 25,879 de la ligne de Saint-Cloud à Saint-Nom-la-Bretèche (origine du PK à Paris-Saint-Lazare). Elle constitue le sixième point d'arrêt de la ligne après Louveciennes et précède la gare de L'Étang-la-Ville.

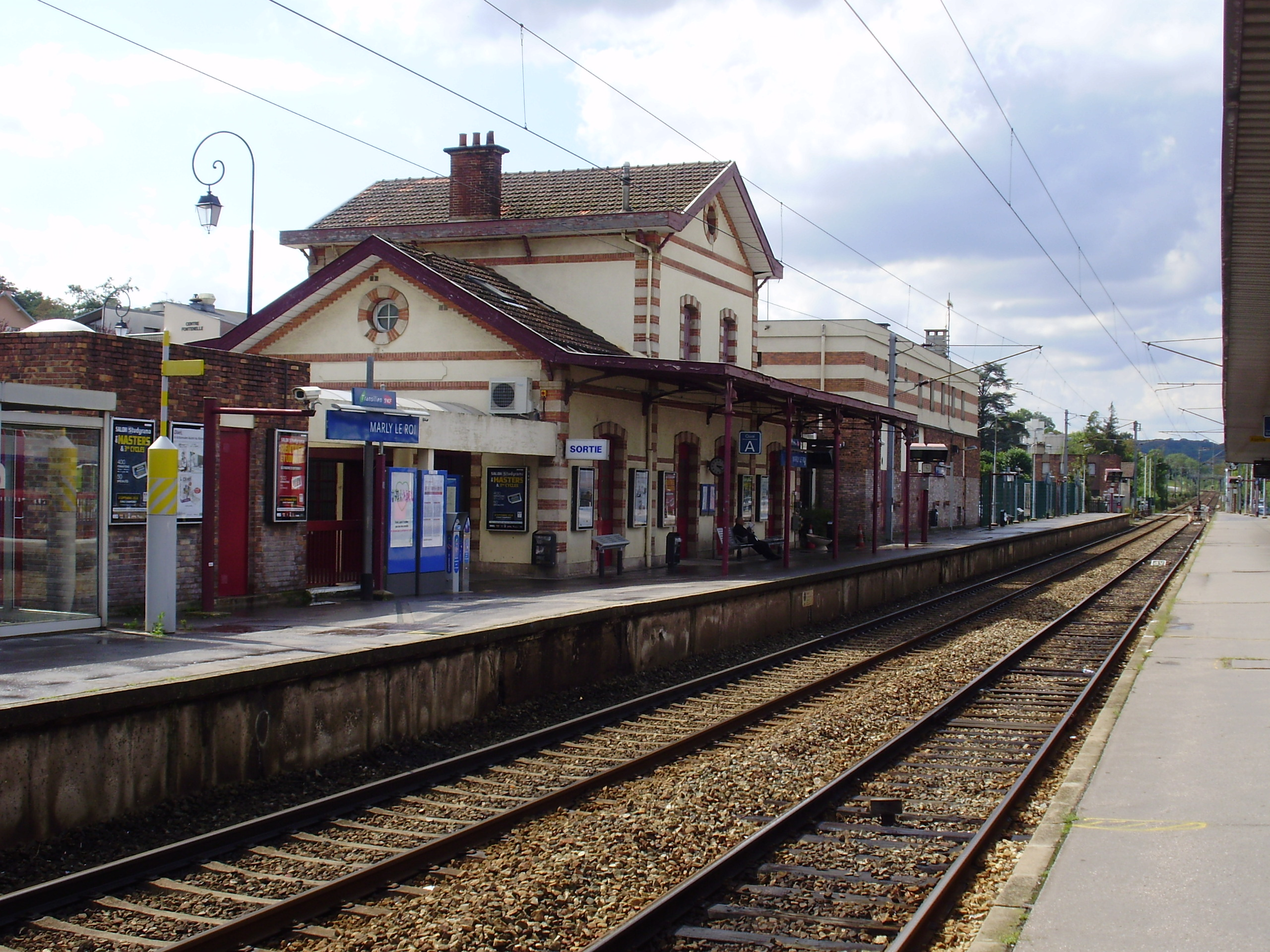
Bâtiment voyageurs vu depuis le quai B en regardant vers Saint-Nom-la-Bretèche.

## Histoire
Dans les années 1980, les trois derniers trains venant de Paris, pouvaient se garer plus vite à Marly-le-Roi, grâce au fait que leur horaire précisait que ces trains étaient « limités à Marly-le-Roi s'il n'y a pas de voyageurs à destination de L'Étang-La-Ville ou Saint-Nom-La-Bretèche ». L'arrêt à L'Étang-la-Ville était prévu pour laisser des voyageurs sans en prendre. Il y avait en effet peu de voyageurs voulant, passé minuit, aller en train de L'Étang-la-Ville à Saint-Nom-la-Bretèche. Si, à Marly-le-Roi, il n'y avait plus personne dans le train, il s'y garait tout de suite. Mais pour un seul noctambule, le train se dirigeait vers le terminus, pour revenir en W (Vide Voyageur) à Marly.
En 2018, un chantier visant à une meilleure accessibilité de la gare a été réalisé, notamment pour remplacer la signalétique et l'éclairage, mettre aux normes les rampes d'accès, créer des abris pour les voyageurs sur les quais en tête de train et installer deux ascenseurs, l'ensemble pour un montant de sept millions d'euros.

## Fréquentation
Le trafic montant quotidien ne dépasse pas 94 voyageurs à l'ouverture de la ligne en 1884, puis 173 par jour en 1893. Il atteint 516 voyageurs en 1938, 2 805 en 1973 et enfin 4 400 voyageurs par jour en 2003, ce qui en fait la gare au trafic le plus élevé de la ligne.
En 2012, 3 950 voyageurs ont pris le train dans cette gare chaque jour ouvré de la semaine.
De 2015 à 2023, les chiffres sont les suivants :
| Année         | 2015      | 2016      | 2017      | 2018      | 2019      | 2020    | 2021      | 2022      | 2023      |
| ------------- | --------- | --------- | --------- | --------- | --------- | ------- | --------- | --------- | --------- |
| Fréquentation | 2 262 911 | 2 347 923 | 2 242 821 | 2 099 153 | 1 978 907 | 989 390 | 1 725 946 | 1 881 402 | 1 863 939 |

## Services voyageurs

### Accueil
Depuis 2011, un guichet est ouvert tous les jours sauf dimanches et jours fériés de 6 h 40 à 20 h 25. Il dispose de boucles magnétiques pour personnes malentendantes. Des automates Transilien et grandes lignes sont également disponibles. Un magasin de presse Relay est présent, ainsi que des distributeurs de boissons ou friandises et une cabine téléphonique. Deux boîtes aux lettres, sont situées à l'extérieur, l'une rue de Fontenelle, l'autre contre le mur du bâtiment voyageurs, cette dernière étant d'un modèle portugais offerte par la ville de Viseu, jumelée avec Marly[réf. nécessaire].
Un parc à vélos est situé à l'extérieur de la gare, et un parking gratuit de 50 à 100 places est disponible.

### Desserte
La gare est desservie par les trains de la ligne L du Transilien (réseau Paris-Saint-Lazare), à raison (par sens) d'un train toutes les 15 min aux heures creuses, de deux à huit trains par heure aux heures de pointe (au départ le matin et à l'arrivée le soir) et d'un train toutes les 15 min en soirée.
La desserte est assurée à raison d'un train toutes les 30 min les dimanches et jours fériés.
Jusqu'à fin 2015, le matin certains trains partaient de Marly-le-Roi, sans provenir de Saint-Nom-la-Bretèche (missions PUBE). Le soir, durant la période de super-pointe, la gare fait office de terminus partiel pour quelques trains DEBO (Saint-Cloud) venant de Paris-Saint-Lazare, qui sont prolongés entre Saint-Cloud et Marly-le-Roi entre 17 h 30 et 18 h 30 sous le code RUBE.
Depuis le 13 décembre 2015, il n'y a plus de trains ayant pour terminus ou origine Marly-le-Roi.
Le temps de trajet est, selon les trains, de 32 à 37 minutes depuis la gare de Paris-Saint-Lazare.

### Intermodalité
La gare est desservie par les lignes 1, 9, 10, 11 et 21 du réseau de bus de Saint-Germain Boucles de Seine.

## Patrimoine ferroviaire
Le bâtiment voyageurs d'origine existe toujours, en bon état. Les annexes ont été démolies au profit de nouveaux bâtiments modernes construits durant la seconde moitié du XXe siècle.
Construit en 1884, ce bâtiment voyageurs correspond au modèle standard des gares de troisième classe de la ligne de la grande ceinture de Paris conçu par l'ingénieur des Ponts et Chaussées Luneau. Ses façades sont habillées de modénatures, telles que chaînages, pilastres et frises alternant la brique rouge et la pierre. Ses toitures sont soulignées de lambrequins.
Historiquement, une marquise s'appuyait sur la façade côté quai. Un abri voyageurs, lui aussi doté d'une marquise symétrique, était implanté sur le quai opposé. Cet agencement est encore visible en 2019 dans les gares de Louveciennes, Bougival et Vaucresson.
Ce modèle, a par la suite été copié par la Compagnie des chemins de fer de l'Ouest pour la Ligne de Saint-Cloud à Saint-Nom-la-Bretèche - Forêt-de-Marly. Il pourrait avoir été inspiré par certains plans type de la Compagnie des chemins de fer de l'Est[source insuffisante].

## Galerie de photographies

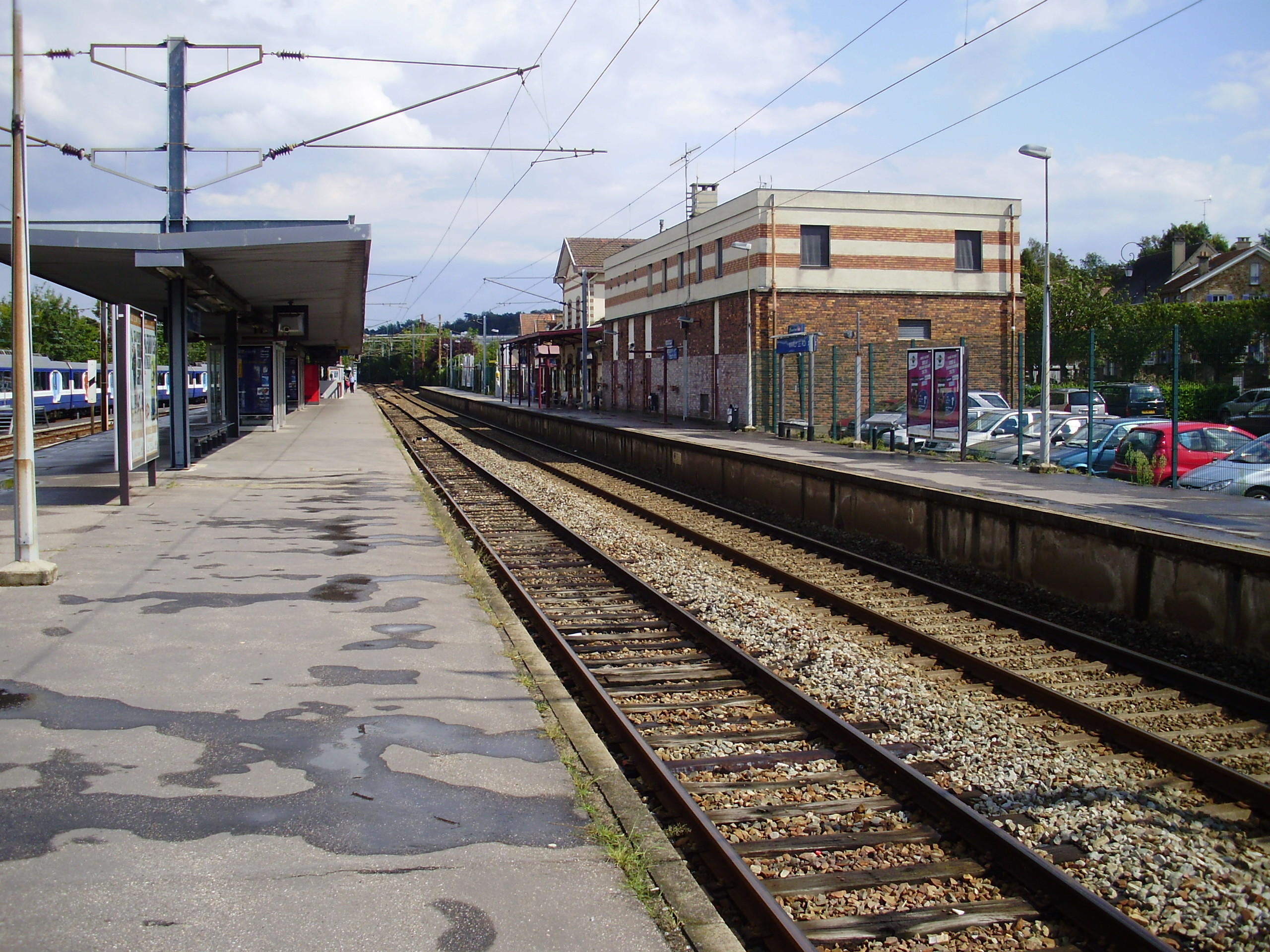
Depuis le quai B en regardant vers Paris-Saint-Lazare : bâtiments du quai A et parking.
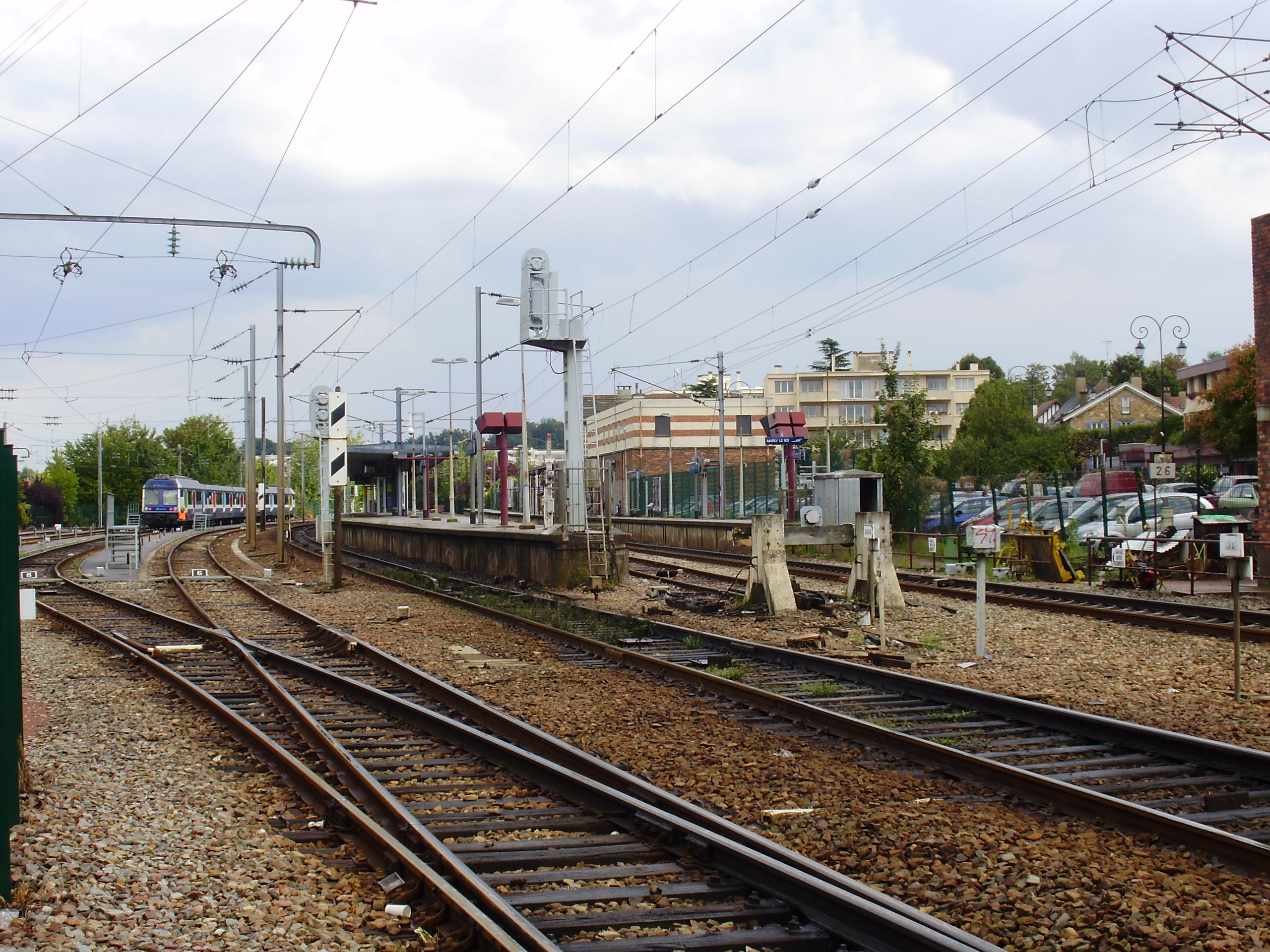
Vue générale depuis le passage à niveau (PN 7) à l'ouest de la gare.
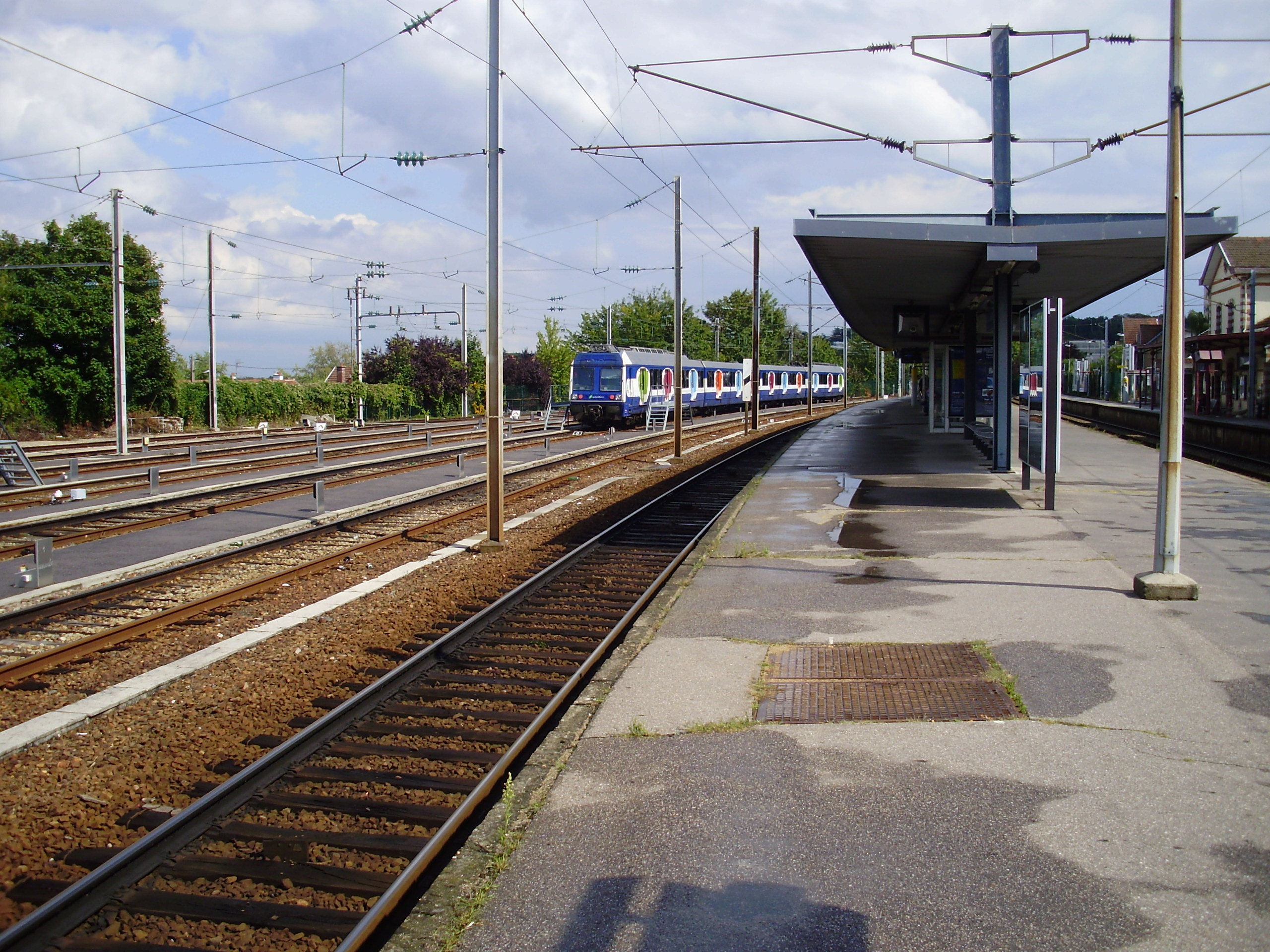
Vue depuis l'extrémité ouest du quai B avec, à gauche, la voie 2 pour Paris-Saint-Lazare et les voies de garage.
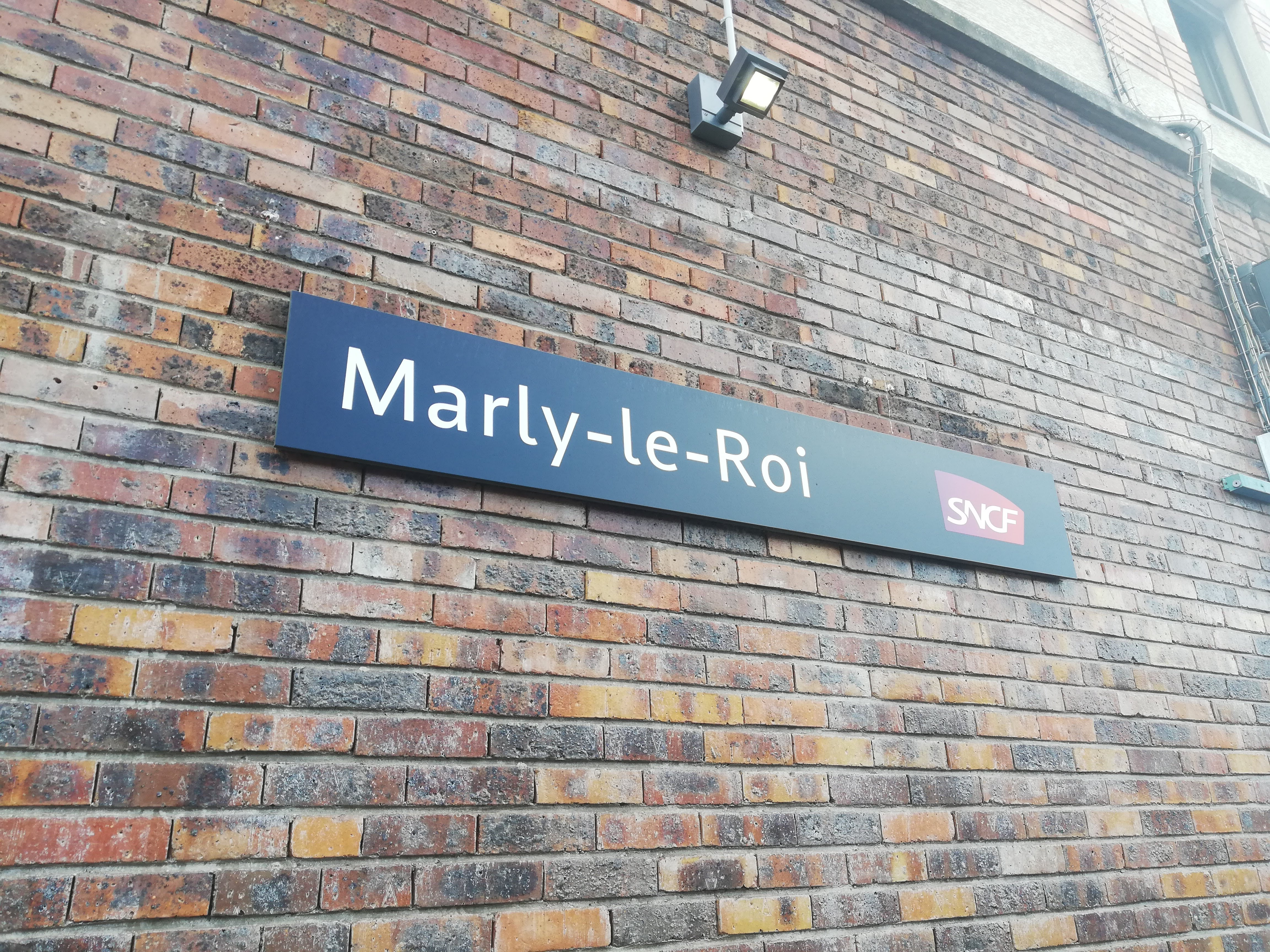
Panneau de la gare.